# Tottenham Hotspur FC
Tottenham Hotspur Football Club, in de volksmond vaak Spurs of Tottenham, is een voetbalclub uit de Londense wijk Tottenham en werd opgericht in 1882. Het team komt uit in de Premier League en speelt haar thuiswedstrijden sinds april 2019 in het Tottenham Hotspur Stadium.

## Geschiedenis

### Oprichting en beginjaren

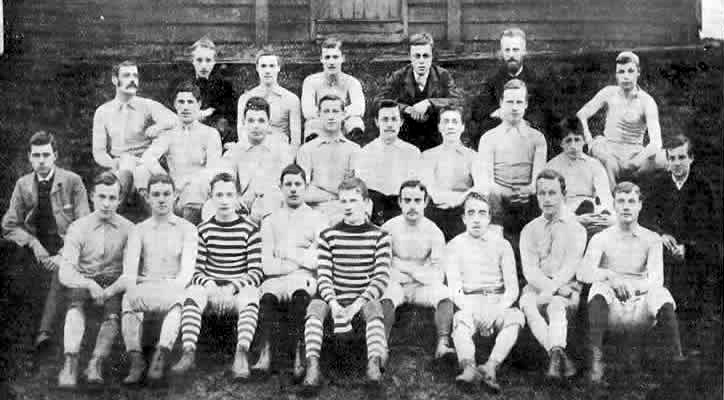
Het team in 1885, met onder anderen Bobby Buckle.

In 1882 werd Hotspur Football Club opgericht door een groep leerlingen van een plaatselijke school geleid door Bobby Buckle. Zij waren lid van de Hotspur Cricket Club en begonnen de voetbalclub om 's winters ook te kunnen sporten. Men denkt dat de naam Hotspur geassocieerd is met Sir Henry Persy, die in de omgeving woonde in de veertiende eeuw. In april 1884 nam de club de naam Tottenham Hotspur aan om zich te onderscheiden van een ander team, London Hotspur.
Net voor kerstmis 1895 werd de club professioneel en sloot zich in de daaropvolgende zomer aan bij de Southern Football League. Tottenham Hotspur profiteerde van een conflict in het professionele voetbal in het noorden van Engeland – wat in die tijd het grootste deel van de hoogste klasse uitmaakte – tussen de spelersvakbond en de Football League. Hierdoor kwam John Cameron over van Everton die zowel speler, manager als secretaris van de club werd. Cameron leidde de club naar de eerste titel in 1900. Een jaar later wonnen de Spurs voor het eerst de FA Cup door Sheffield United met 3-1 te verslaan in de herkansingswedstrijd, nadat de eerste wedstrijd in 2-2 was geëindigd. Hierdoor werden de Spurs voor het eerste en tot dusver enige club die deze prijs kon winnen als non-league club sinds de oprichting van de Football League.

### Heen en weer
In 1908 werd de club toegelaten tot de Second Division waarin zij direct promotie naar de First Division bewerkstelligden door tweede te worden. Tottenham kon de goede lijn niet doortrekken in de hoogste klasse en eindigde op middelmatige plaatsen. In het laatste seizoen voordat de competitie werd stilgelegd door de Eerste Wereldoorlog werd de club laatste.
Toen het voetbal werd hervat in 1919 werd de First Division uitgebreid van twintig naar tweeëntwintig teams, dit redde ook Chelsea dat normaal zou degraderen samen met Tottenham. De andere plaats was voor Arsenal, dat slechts vijfde was in de Second Division. Deze promotie was erg controversieel en droeg bij aan de bittere rivaliteit tussen de teams uit Noord-Londen. Tottenham keerde snel terug op het hoogste niveau door kampioen te worden. De terugkeer in de First Division werd gevierd met een zesde plaats en de winst van de FA Cup.
Nadat de club vicekampioen werd in 1922 gingen de resultaten in de jaren die volgden langzaam achteruit tot degradatie volgde in 1928. Het duurde tot 1933 vooraleer de Spurs terug promoveerden, maar hun verblijf op het hoogste niveau bleef beperkt tot twee seizoenen. De volgende promotie volgde pas in 1950. Het jaar erna volgde gelijk een groot succes en werd Tottenham Hotspur, onder leiding van Arthur Rowe, voor het eerst landskampioen van Engeland. De resultaten van de volgende seizoenen gingen langzaam weer bergaf.

### Gloriejaren

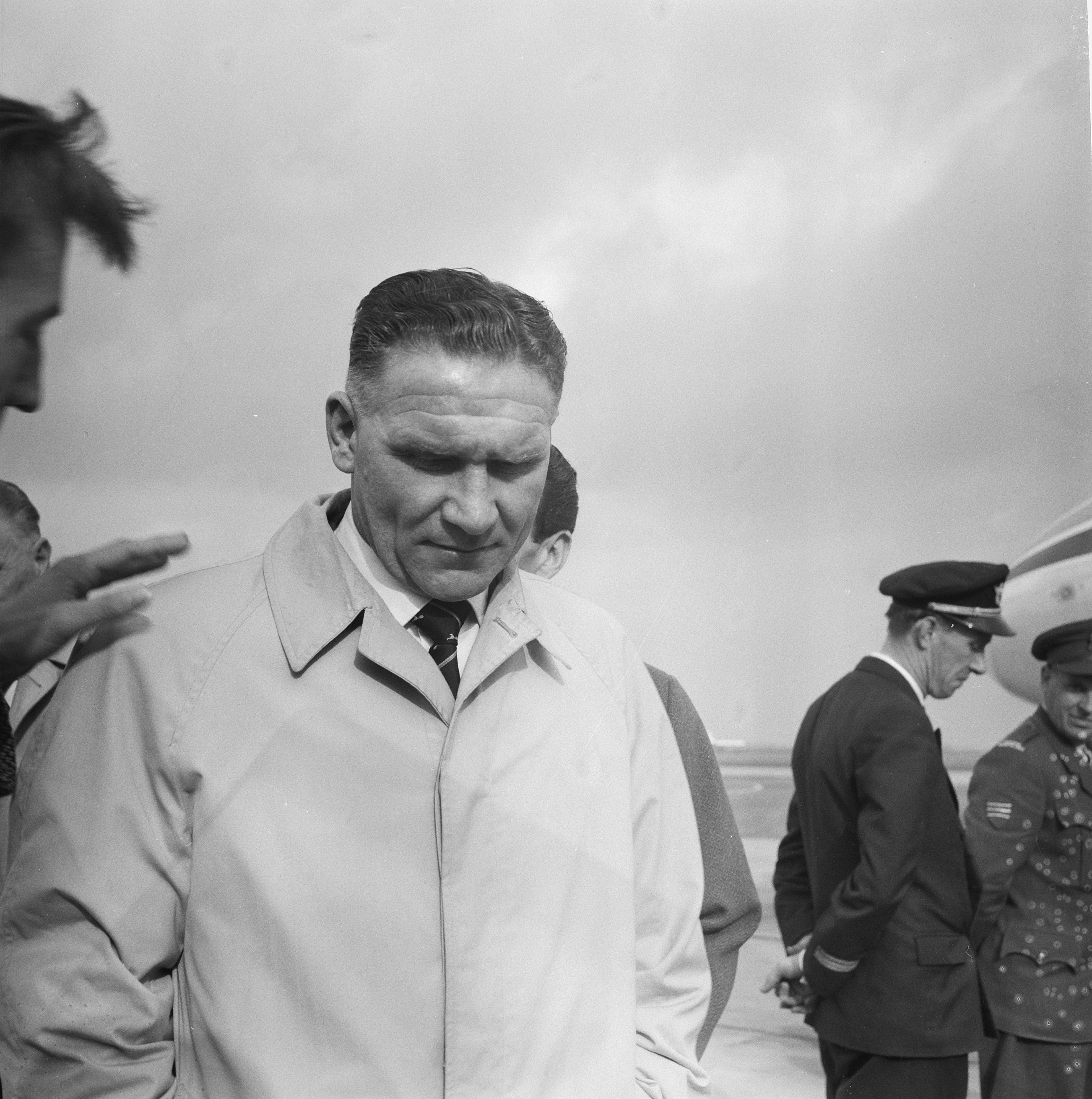
Manager Bill Nicholson op Zestienhoven in 1961.

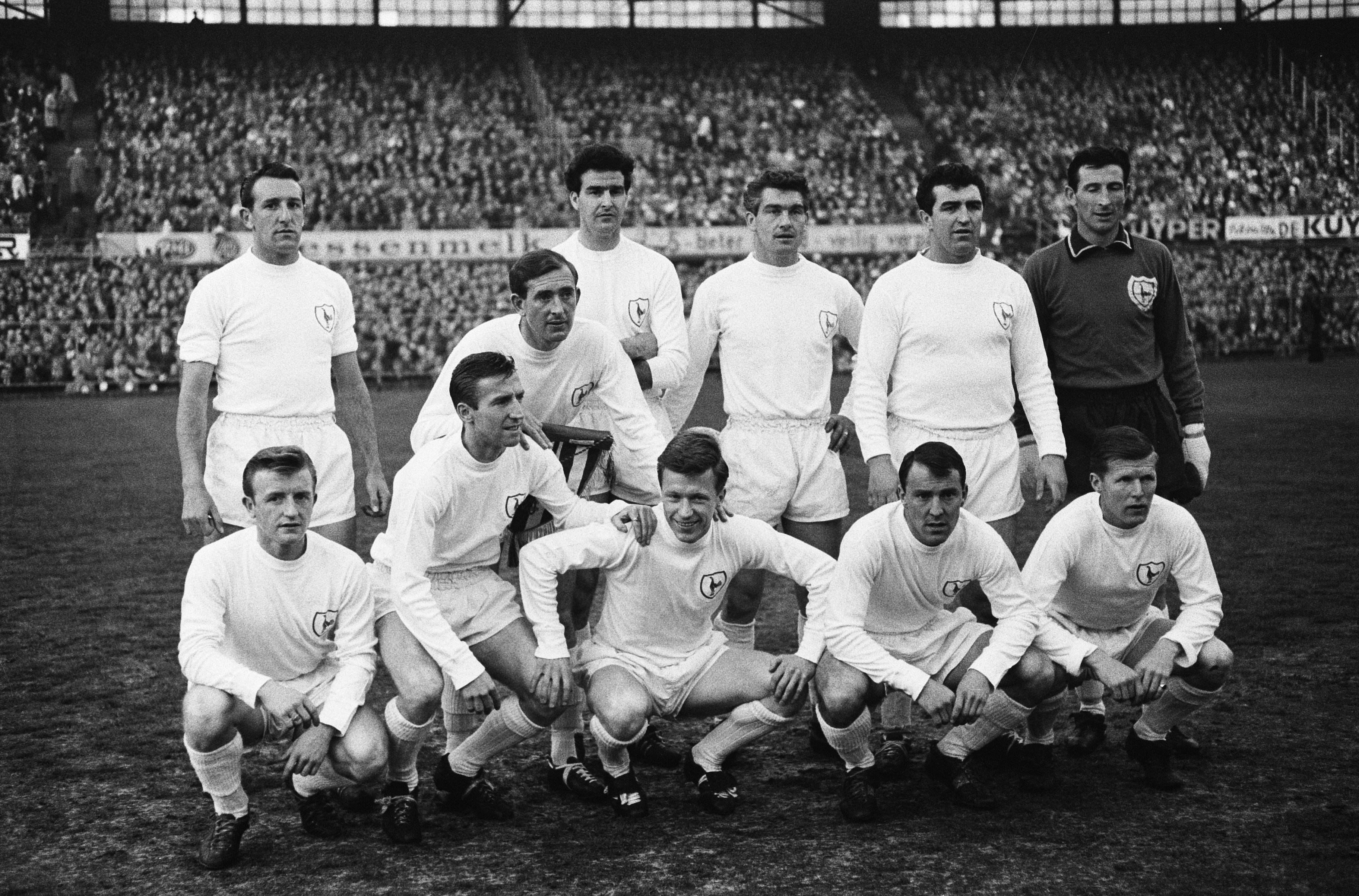
Spurs voorafgaande aan de wedstrijd tegen Atlético Madrid.

Bill Nicholson begon in 1936 bij Tottenham als jonge voetballer en bleef 68 jaar bij de club, van voetballer tot voorzitter. Hij werd de meest succesvolle trainer in de geschiedenis van de club. Zo won de club onder zijn begeleiding de dubbel in 1961, de FA Cup in 1962 en de UEFA Cup Winners' Cup in 1963. Het was het eerste Britse team wat een Europese prijs wist te winnen door Atlético Madrid met 5-1 te verslaan in de finale. In de competitie eindigde de club nog enkele jaren in de top vijf, waarna het succes wat begon te tanen en de ploeg verouderde. Nicholson bouwde echter een nieuwe ploeg op met spelers als Mike England, Terry Venables en Joe Kinnear. De FA Cup werd in 1967 opnieuw veroverd door stadsgenoot Chelsea in de finale te verslaan.
De League Cup werd in 1971 voor het eerst gewonnen. Dat jaar nam de club deel aan de allereerste editie van de UEFA Cup, waarin zij de finale bereikten en wonnen van Wolverhampton Wanderers. In het seizoen 1973/74 werd opnieuw de finale gehaald, maar dit keer verloor Tottenham van Feyenoord. Het volgende seizoen nam Nicholson ontslag als trainer na een slechte start, die uiteindelijk resulteerde in een plaats net boven degradatie. Hij won acht grote trofeeën in zestien jaar en zijn periode is zonder twijfel het meest glorieuze uit de clubgeschiedenis. Hij liet een verouderde ploeg na die niet meer meekon. In 1977 degradeerde de club na 27 jaar uit de First Division.
Het verblijf in de Second Division bleef beperkt tot één jaar. In de zomer van 1978 verraste trainer Keith Burkinshaw de voetbalwereld door de twee Argentijnse sterspelers Osvaldo Ardiles en Ricardo Villa binnen te halen. Spelers van buiten de Britse eilanden waren destijds zeldzaam. Het team van Burkinshaw won de FA Cup in 1981 en 1982, tegen respectievelijk Manchester City en Queens Park Rangers, en de UEFA Cup in 1984, tegen Anderlecht. Burkinshaw maakte enkele weken voor het einde van het seizoen bekend dat hij na dat seizoen zou vertrekken. Dit was een groot verlies voor de club die tussen 1961 en 1984 elf prijzen won. Deze periode is een van de redenen waarom velen de Spurs nog steeds als een topclub beschouwen en dat ze succes verwachten.
Het tweede deel van de jaren tachtig verliepen minder soepel voor de Noord-Londenaren. Door het Heizeldrama werden alle Engelse clubs vijf jaar lang verbannen van Europees voetbal, waardoor een nieuw Europees succes uitbleef. In 1987 leek er weer een successeizoen te ontstaan, maar dit liep volledig mis. In de League Cup verloor de club in de halve finale van Arsenal, Coventry City wist de Spurs in de achtste finale van de FA Cup uit te schakelen en in de competitie eindigden ze als derde.
Onrustige bestuurlijke jaren volgden met voorzitter Irving Scholar die de club uiteindelijk moest verkopen. Terry Venables, aangesteld als trainer in 1987, bracht in samenwerking met zakenman Alan Sugar wat rust terug in de club en contracteerde Paul Gascoigne en Gary Lineker die hun land naar de halve finale van het WK in 1990 hadden geleid. Onder Venables wonnen de The Lilywhites in 1991 de FA Cup na een overwinning op Nottingham Forest.

### Premier League
Tottenham Hotspur was een groot voorstander van de oprichting van de Premier League, die de First Division zou vervangen als hoogste niveau in het Engelse voetbal. In het eerste seizoen van de Premier League eindigde de club in de middenmoot en Venables werd ontslagen door de raad van bestuur na een gerechtelijk dispuut met Sugar.
Ondanks de aanwezigheid van spelers als Teddy Sheringham, Jürgen Klinsmann, Nick Barmby en David Ginola waren de resultaten matig. In 1994 werd ontdekt dat de club illegale betalingen deed aan spelers en kreeg een zware straf, twaalf strafpunten voor het seizoen 1994/95, een jaar uitsluiting van de FA Cup en een boete van 600 duizend pond. Sugar protesteerde, omdat de schuldigen niet meer voor de club werkten. Hierdoor werden de uitsluiting van de FA Cup en de strafpunten tenietgedaan.

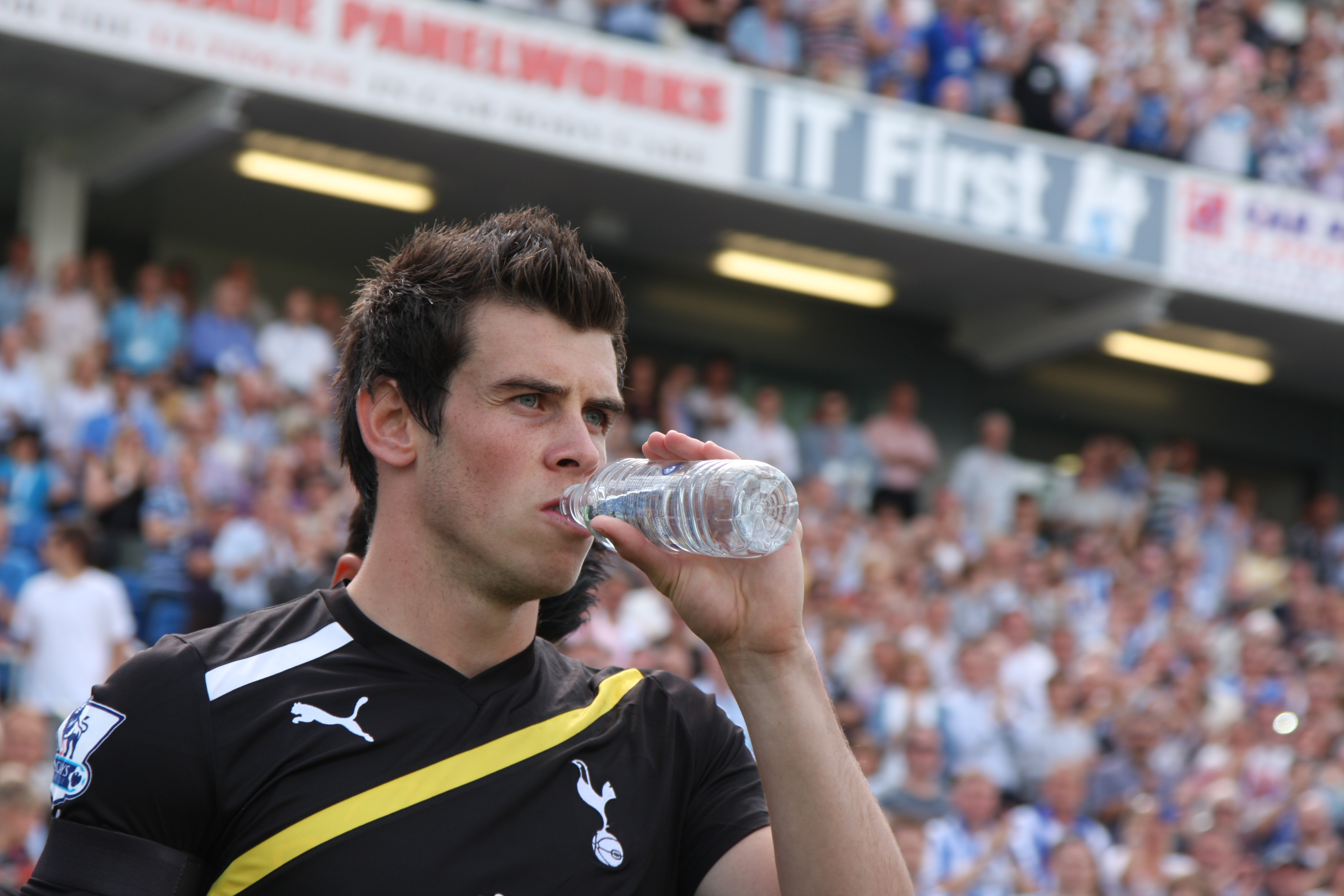
Gareth Bale als speler van de Spurs.

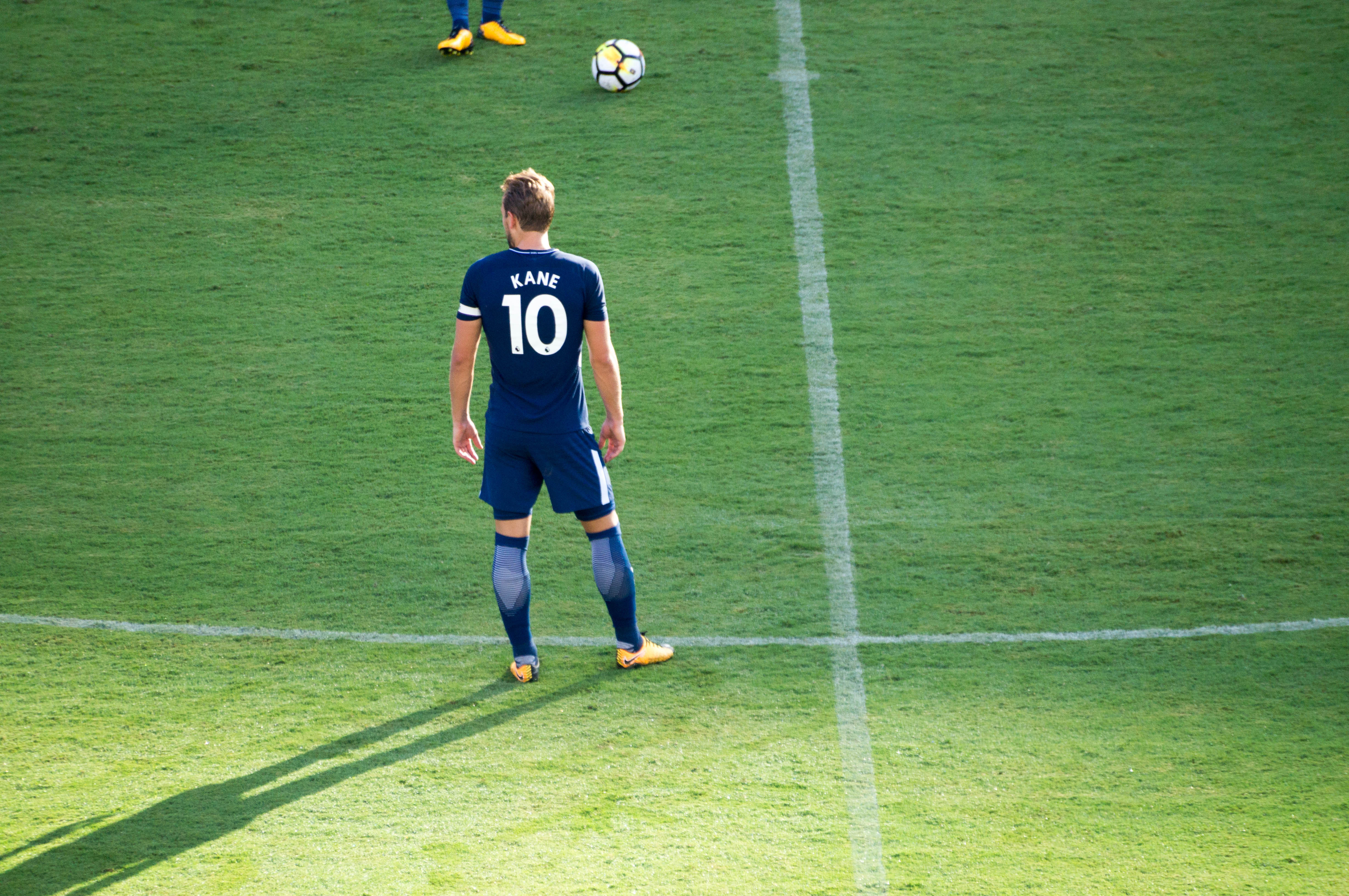
Topscorer aller tijden Harry Kane.

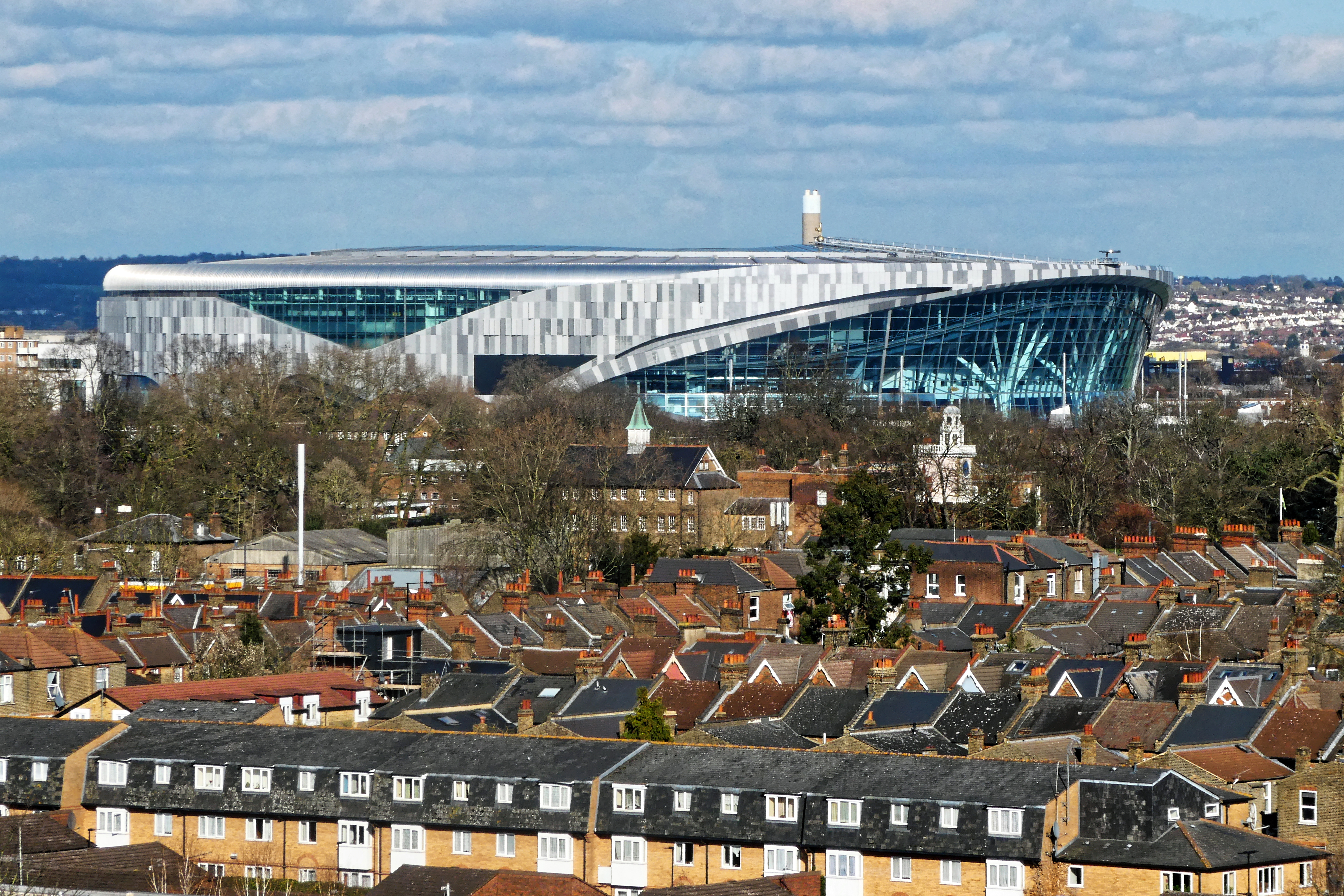
Tottenham Hotspur Stadium.

Sugar verloor zijn geduld in 2001 door de aanhoudende eindklasseringen in de middenmoot en verkocht een groot deel van zijn aandelen aan ENIC Group. De rest van zijn aandelen deed hij in 2007 van de hand voor ongeveer 25 miljoen pond. Daniel Levy werd naast grootaandeelhouder ook voorzitter van de club.
In 2002 werd Tottenham negende en verloor het de League Cup-finale van Blackburn Rovers, een prijs die het in 1999 voor het laatst won. Martin Jol werd op 4 november 2004 aangesteld als hoofdtrainer van de Spurs. Onder zijn leiding kende de club in het seizoen 2005/06 haar beste Premier League seizoen tot dan toe. Zes maanden lang stond de club in de top vier, een positie die het pas op de laatste speeldag aan Arsenal verloor door een 2-1 verlies tegen West Ham United. De spelers speelden slecht en men dacht aan een voedselvergiftiging of virusuitbraak. Men hoopte het hele seizoen op een deelname aan de Champions League, maar moest genoegen nemen met de UEFA Cup. Het toneel waar het in de daaropvolgende jaren ook regelmatig actief zou zijn. Door vierde te eindigen in het seizoen 2009/10 wist Tottenham zich voor het eerst in haar historie voor de Champions League te plaatsen.

### Grote ambities
In de jaren die volgden lukte het de club zelden dit opnieuw te bewerkstelligen en won het ook geen zilverwerk. Met Mauricio Pochettino als hoofdtrainer verbeterde de resultaten van Tottenham Hotspur. Zo eindigde de ploeg onder zijn leiding als tweede in de Premier League, haar beste competitieresultaat sinds 1963. Twee jaar later bereikte de club voor het eerst in haar bestaan de finale van de Champions League, nadat het in de halve finale Ajax in eigen huis had uitgeschakeld in een memorabele wedstrijd waarin Lucas Moura de hoofdrol vertolkte. De finale, op 1 juni 2019, ging met 2-0 verloren tegen competitiegenoot Liverpool.
Enkele maanden eerder nam de club officieel het nieuwe Tottenham Hotspur Stadium in gebruik, nadat het tijdelijk in het Wembley Stadium had gespeeld omdat de oude thuisbasis, White Hart Lane, plaats moest maken voor het nieuwe stadion. Na een slechte start van het nieuwe seizoen werd hoofdtrainer Pochettino in november 2019 ontslagen.
Hij werd opgevolgd door de Portugese succestrainer José Mourinho. Mourinho moest ervoor zorgen dat de club hogerop zou komen. Hij slaagde hier echter niet in en werd slechts zeventien maanden later, in april 2021, ontslagen. Ook zijn opvolger en landgenoot Nuno Espírito Santo wist het niet lang vol te houden. Na vier maanden moest hij al het veld ruimen. De Italiaan Antonio Conte volgde de oud-keeper op als hoofdtrainer van de Spurs en moest de ambities van de club wél waar gaan maken. Conte wist ze naar een vierde plaats te leiden, wat recht gaf op Champions League-voetbal in het volgende seizoen. Na een reeks slechte resultaten, het openlijk uitten van kritiek op spelers en bestuur en de uitschakeling in de Champions League en FA Cup verliet Conte de club in maart 2023 alweer.
In aanloop naar het seizoen 2023/24 ging de club uitvoerig in gesprek met verschillende kandidaten voor de positie van hoofdtrainer, waaronder toenmalig Feyenoord-trainer Arne Slot. Uiteindelijk kwam de Australische Ange Postecoglou over van Celtic. Onder zijn leiding begon Tottenham Hotspur sterk aan het seizoen en deed het bovenin mee in de strijd om de landstitel. Echter brak de kleine selectie en verschillende blessures de ploeg op en eindigde het als vijfde. Het tweede seizoen van Postecoglou was zeer turbulent en dezelfde problemen van het seizoen hiervoor staken opnieuw de kop op. Tottenham haalde maar een magere zeventiende plaats net boven de degradatiezone. Europees mocht Spurs voor het eerst sinds 1984 een eindoverwinning vieren met een UEFA Europa League titel, wat de eerste trofee was sinds de EFL Cup van 2008. In de finale versloeg het Manchester United met 1-0. Desondanks werd er na afloop van het seizoen afscheid genomen van hoofdtrainer Postecoglou.

## Erelijst
| Continentaal                     |    |                                                                        |
| European Cup Winners' Cup        | 1x | 1963                                                                   |
| UEFA Cup/UEFA Europa League      | 3x | 1972, 1984, 2025                                                       |
| Anglo-Italian League Cup         | 1x | 1972                                                                   |
| Nationaal                        |    |                                                                        |
| Football League First Division   | 2x | 1951, 1961                                                             |
| FA Cup                           | 8x | 1901, 1921, 1961, 1962, 1967, 1981, 1982, 1991                         |
| EFL Cup                          | 4x | 1971, 1973, 1999, 2008                                                 |
| FA Community Shield              | 7x | 1921, 1951, 1961, 1962, 1967 (gedeeld), 1981 (gedeeld), 1991 (gedeeld) |
| Football League Second Division  | 2x | 1920, 1950                                                             |
| Sheriff of London Charity Shield | 1x | 1902                                                                   |

## Clubcultuur

### Tenue
De Spurs speelden eerst in marineblauwe outfits. De clubkleuren varieerden dan van lichtblauw met witte strepen naar rode shirts en blauwe broekjes naar chocoladebruin en goud. In seizoen 1899/00 werd het dan uiteindelijk witte shirts met marineblauwe broekjes als eerbetoon aan Preston North End, de meest succesvolle club uit die periode.
| Periode   | Kledingsponsor | Shirtsponsor               | Mouwsponsor |
| --------- | -------------- | -------------------------- | ----------- |
| 1907–1911 | HR Brookes     | —                          |             |
| 1921–1930 | Bukta          | —                          |             |
| 1935–1977 | Umbro          | —                          |             |
| 1977–1980 | Admiral        | —                          |             |
| 1980–1983 | Le Coq Sportif | —                          |             |
| 1983–1985 | Le Coq Sportif | Holsten                    |             |
| 1985–1991 | Hummel         | Holsten                    |             |
| 1991–1995 | Umbro          | Holsten                    |             |
| 1995–1999 | Pony           | Hewlett-Packard            |             |
| 1999–2002 | Adidas         | Holsten                    |             |
| 2002–2006 | Kappa          | Thomson Holidays           |             |
| 2006–2010 | Puma           | Mansion.com Casino & Poker |             |
| 2010–2011 | Puma           | Autonomy Corporation       |             |
| 2011–2012 | Puma           | Aurasma                    |             |
| 2012–2013 | Under Armour   | Aurasma                    |             |
| 2013–2014 | Under Armour   | Hewlett-Packard            |             |
| 2014–2017 | Under Armour   | AIA                        |             |
| 2017–2021 | Nike           | AIA                        |             |
| 2021–     | Nike           | AIA                        | Cinch       |

## Stadion

### Voetbal in het park
Spurs speelde haar eerste wedstrijden op publieke velden van Tottenham Marshes, waar zij zelf het veld moesten markeren en voorbereiden. De eerste wedstrijd die verslagen werd door de lokale pers vond plaats op 6 oktober 1883 tegen Brownlow Rovers. Die wedstrijd werd met 9-0 gewonnen. Het was op die locatie, in 1887, waar het ook voor het eerst tegen haar latere aartsrivaal Arsenal speelde. Deze wedstrijd werd door een gebrek aan licht gestaakt toen Tottenham met 2-1 voor stond.
In 1888 verhuisde de club naar Northumberland Park waar de club entreegeld kon vragen aan de groeiende hoeveelheid toeschouwers. Voorafgaande aan het seizoen 1894/95 werd een tribune met kleedkamers gerealiseerd. Deze tribune moest later enkele keren opnieuw opgebouwd worden, onder andere door overbelasting.

### White Hart Lane

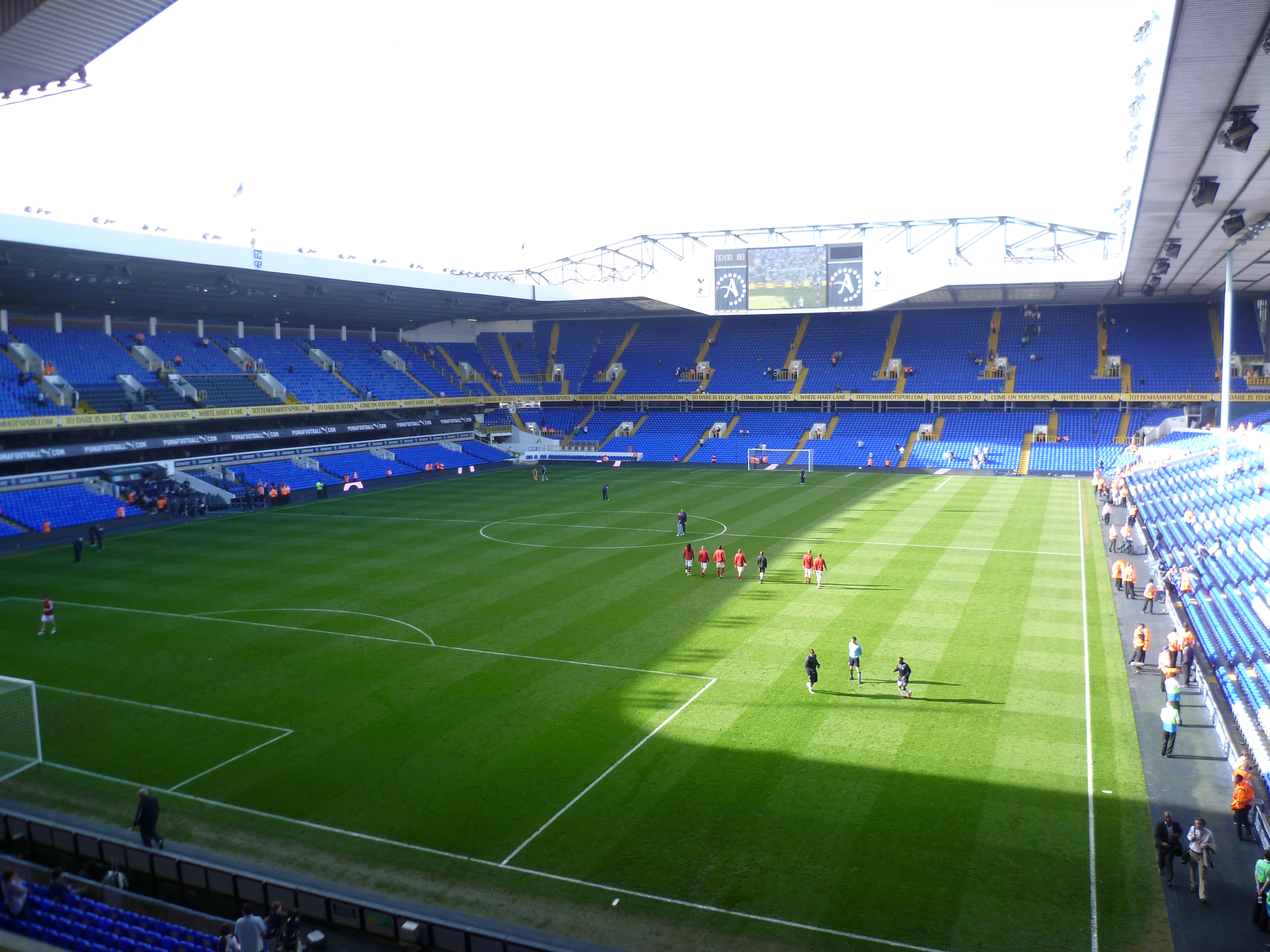
White Hart Lane na de wedstrijd tegen Stoke City in 2011.

De tribunes die de club gebruikte in het Horthumberland Park werden verhuisd naar een ongebruikt terrein van de Charrington Brewery. Notts County was de eerste club die op bezoek kwam in het nieuwe onderkomen waar Spurs met 4-1 wisten te winnen. Queens Park Rangers was de eerste tegenstander in een competitiewedstrijd. Elf duizend toeschouwers zagen de gastheren met 1-0 winnen. In 1905 had Tottenham genoeg geld gespaard om de grond te kunnen kopen.
Nadat Tottenham was toegelaten tot de Football League begon het met de constructie van een stadion naar ontwerp van Archibald Leitch. Over de periode van 25 jaar groeide de capaciteit van het stadion meerdere malen. Met de realisatie van de oosttribune in 1934 kon het stadion 80.000 toeschouwers ontvangen.
Na aanscherping van de regels omtrent veiligheid binnen het stadion en meerdere verbouwingen kon White Hart Lane in 2006 nog slechts plaats bieden aan 36.310 toeschouwers. Rondom de eeuwwisseling begon een discussie op gang te komen om het stadion te verbouwen of een nieuw stadion te betrekken. Zo overwoog het onder andere een verhuizing naar het Olympisch Stadion, waar uiteindelijk West Ham United gebruik van ging maken. Tottenham besloot een nieuw stadion te bouwen op de locatie en omliggende grond van White Hart Lane.

### Wembley
De bouw van het nieuwe stadion begon in 2016 en had aanvankelijk niet veel effect op de speellocatie van de club. Al speelde de club haar Champions League wedstrijden in het seizoen 2016/17 niet op White Hart Lane, maar in het Wembley Stadium. Bij aanvang van het seizoen 2017/18 gingen de Spurs alle wedstrijden in Wembley spelen, waar het zou blijven tot de oplevering van het nieuwe stadion.

### Tottenham Hotspur Stadium

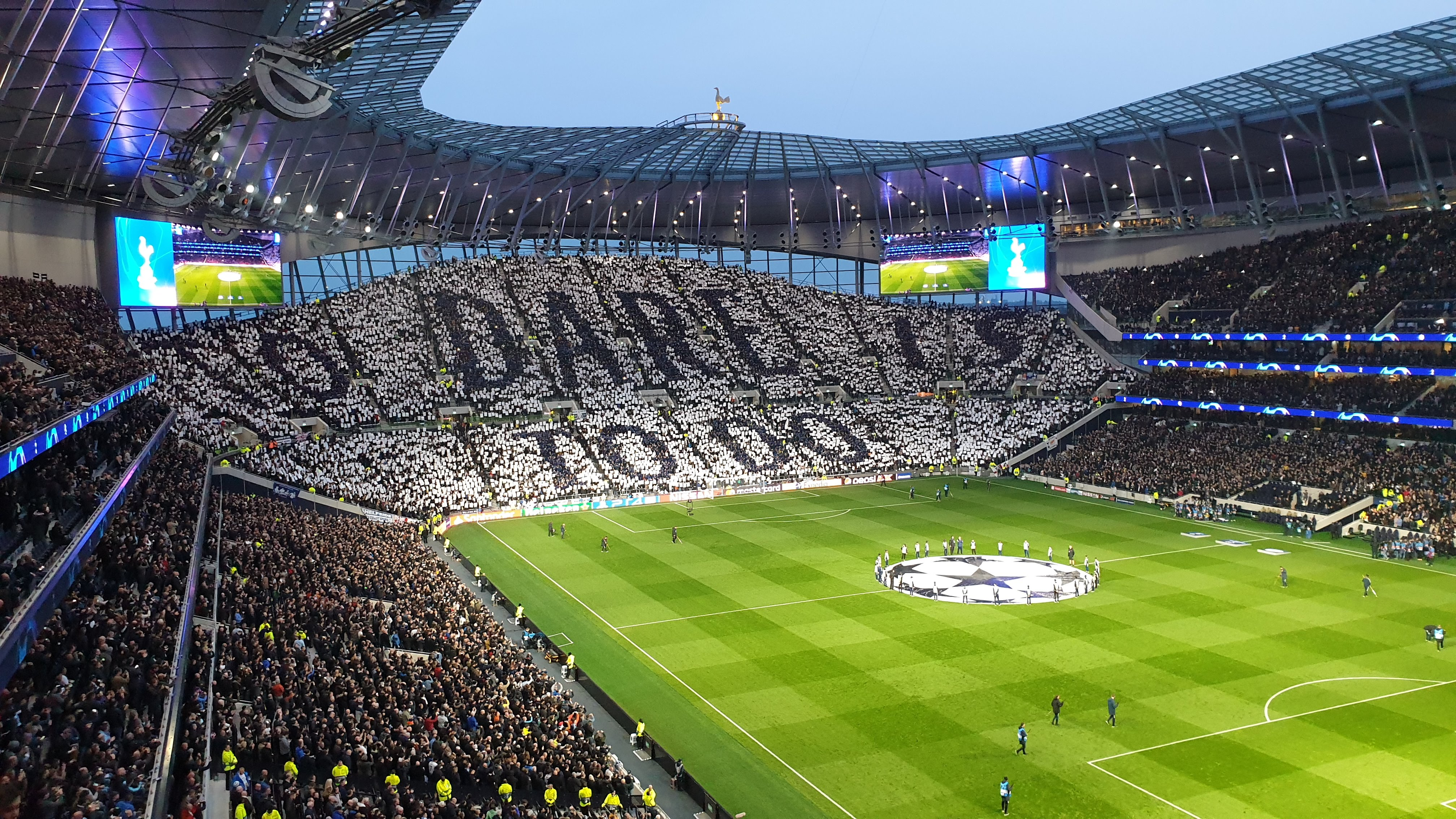
'To Dare Is to Do' mozaïek voorafgaande aan de Champions League-wedstrijd tegen Manchester City op 9 april 2019.

Terwijl Tottenham Hotspur haar wedstrijden afwerkte in het Wembley Stadium werd White Hart Lane voorzichtig afgebroken, zodat het nieuwe stadion kon worden afgemaakt. Na twee succesvolle testevenementen namen de Spurs op 3 april 2019 hun nieuwe thuishaven officieel in gebruik met een Premier League-wedstrijd tegen stadsgenoot Crystal Palace. Die wedstrijd werd met 2-0 gewonnen. Het nieuwe stadion biedt plaats aan 62.062 toeschouwers, bijna het dubbele aantal van de laatste jaren op White Hart Lane. Populous ontwierp het stadion en het totale project kostte ongeveer 1 miljard pond.

## Trainingscomplex
In 2012 nam Tottenham Hotspur een nieuw trainingscomplex in gebruik in Enfield, een paar kilometer ten zuiden van hun voormalige complex in Cheshunt. Het nieuwe complex, gebouwd voor circa 45 miljoen pond, beslaat 77 hectare en heeft zeventien voetbalvelden. Faciliteiten in het hoofdgebouw zijn onder andere zwembaden, krachtruimtes, medische faciliteiten, een restaurant en klaslokalen voor jeugdspelers. In 2018 werd er een verblijf – bestaande uit 45 kamers – gerealiseerd met verblijfs-, behandel-, rust- en herstelfaciliteiten die voornamelijk worden gebruikt door het eerste elftal.

## Eerste elftal

### Selectie
| Nr.           | Naam              | Sinds      | Contract   | Vorige club            |
| Doelmannen    | Doelmannen        | Doelmannen | Doelmannen | Doelmannen             |
| ------------- | ----------------- | ---------- | ---------- | ---------------------- |
| 1             | Guglielmo Vicario | 2023       | 2028       | Empoli                 |
| 31            | Antonín Kinský    | 2025       | 2031       | Slavia Praag           |
| 40            | Brandon Austin    | 2021       | 2029       |                        |
| Verdedigers   |                   |            |            |                        |
| 4             | Kevin Danso       | 2025       | 2030       | RC Lens                |
| 6             | Radu Drăgușin     | 2024       | 2030       | Genoa                  |
| 13            | Destiny Udogie    | 2022       | 2030       | Udinese                |
| 17            | Cristian Romero   | 2022       | 2027       | Atalanta Bergamo       |
| 23            | Pedro Porro       | 2023       | 2028       | Sporting CP            |
| 24            | Djed Spence       | 2022       | 2028       | Middlesbrough          |
| 33            | Ben Davies        | 2014       | 2026       | Swansea City           |
| 35            | Ashley Phillips   | 2023       | 2028       | Blackburn Rovers       |
| 37            | Micky van de Ven  | 2023       | 2029       | VfL Wolfsburg          |
| 80            | Luka Vuskovic     | 2025       | 2030       | Hajduk Split           |
| 81            | Kota Takai        | 2025       | 2030       | Kawasaki Frontale      |
| Middenvelders |                   |            |            |                        |
| 8             | Yves Bissouma     | 2022       | 2026       | Brighton & Hove Albion |
| 10            | James Maddison    | 2023       | 2028       | Leicester City         |
| 14            | Archie Gray       | 2024       | 2030       | Leeds United           |
| 15            | Lucas Bergvall    | 2024       | 2031       | Djurgårdens IF         |
| 21            | Dejan Kulusevski  | 2023       | 2028       | Juventus               |
| 29            | Pape Matar Sarr   | 2021       | 2030       | FC Metz                |
| 30            | Rodrigo Bentancur | 2022       | 2026       | Juventus               |
| 45            | Alfie Devine      | 2024       | 2027       |                        |
| Aanvallers    |                   |            |            |                        |
| 7             | Son Heung-Min     | 2015       | 2026       | Bayer Leverkusen       |
| 9             | Richarlison       | 2022       | 2027       | Everton                |
| 11            | Mathys Tel        | 2025       | 2031       | Bayern München         |
| 18            | Yang Min-hyeok    | 2025       | 2030       | Gangwon FC             |
| 19            | Dominic Solanke   | 2024       | 2030       | AFC Bournemouth        |
| 20            | Mohammed Kudus    | 2025       | 2031       | West Ham United        |
| 22            | Brennan Johnson   | 2023       | 2028       | Nottingham Forest      |
| 27            | Manor Solomon     | 2023       | 2028       | Shakhthar Donetsk      |
| 28            | Wilson Odobert    | 2024       | 2029       | Burnley FC             |
| 44            | Dane Scarlett     | 2023       | 2027       |                        |
| 47            | Mikey Moore       | 2024       | 2027       |                        |
| –             | Bryan Gil         | 2021       | 2026       | Sevilla FC             |

Laatste update: 23 juli 2025

### Staf
| Functie            | Naam             | Sinds | Contract | Vorige club       |
| ------------------ | ---------------- | ----- | -------- | ----------------- |
| Hoofdtrainer       | Thomas Frank     | 2025  | 2028     | Brentford         |
| Assistent-trainers | Justin Cochrane  | 2025  |          | Brentford         |
| Assistent-trainers | Andreas Georgson | 2025  | 2028     | Manchester United |
| Assistent-trainers | Chris Haslam     | 2025  | 2028     | Brentford         |
| Assistent-trainers | Matt Wells       | 2023  |          | Club Brugge       |
| Keeperstrainers    | Dean Brill       | 2025  |          |                   |
| Keeperstrainers    | Fabian Otte      | 2025  | 2028     | Liverpool         |

Laatste update: 22 juli 2025

## Overzichtslijsten

### Eindklasseringen vanaf 1946/47
- 1947 6e
Second Division
- 1948 8e
Second Division
- 1949 5e
Second Division
- 1950 1e
Second Division
- 1951 1e
First Division
- 1952 2e
First Division
- 1953 10e
First Division
- 1954 16e
First Division
- 1955 16e
First Division
- 1956 18e
First Division
- 1957 2e
First Division
- 1958 3e
First Division
- 1959 18e
First Division
- 1960 3e
First Division
- 1961 1e
First Division
- 1962 3e
First Division
- 1963 2e
First Division
- 1964 4e
First Division
- 1965 6e
First Division
- 1966 8e
First Division
- 1967 3e
First Division
- 1968 7e
First Division
- 1969 6e
First Division
- 1970 11e
First Division
- 1971 3e
First Division
- 1972 6e
First Division
- 1973 8e
First Division
- 1974 11e
First Division
- 1975 19e
First Division
- 1976 9e
First Division
- 1977 22e
First Division
- 1978 3e
Second Division
- 1979 11e
First Division
- 1980 14e
First Division
- 1981 10e
First Division
- 1982 4e
First Division
- 1983 4e
First Division
- 1984 8e
First Division
- 1985 3e
First Division
- 1986 10e
First Division
- 1987 3e
First Division
- 1988 13e
First Division
- 1989 6e
First Division
- 1990 3e
First Division
- 1991 10e
First Division
- 1992 15e
First Division
- 1993 8e
Premier League
- 1994 15e
Premier League
- 1995 7e
Premier League
- 1996 8e
Premier League
- 1997 10e
Premier League
- 1998 14e
Premier League
- 1999 11e
Premier League
- 2000 10e
Premier League
- 2001 12e
Premier League
- 2002 9e
Premier League
- 2003 10e
Premier League
- 2004 14e
Premier League
- 2005 9e
Premier League
- 2006 5e
Premier League
- 2007 5e
Premier League
- 2008 11e
Premier League
- 2009 8e
Premier League
- 2010 4e
Premier League
- 2011 5e
Premier League
- 2012 4e
Premier League
- 2013 5e
Premier League
- 2014 6e
Premier League
- 2015 5e
Premier League
- 2016 3e
Premier League
- 2017 2e
Premier League
- 2018 3e
Premier League
- 2019 4e
Premier League
- 2020 6e
Premier League
- 2021 7e
Premier League
- 2022 4e
Premier League
- 2023 8e
Premier League
- 2024 5e
Premier League
- 2025 17e
Premier League

- First Division
- Second Division
- Premier League

ⓘ In 1992 invoering van de Premier League en opheffing van de Fourth Division; in 2004 opheffing van de First, Second en Third Division.

### Seizoensresultaten vanaf 1981
| 1980–1981 | 10 | 22 | First Division | 42 | 14 | 15 | 13 | 70–68 | 43 | 30.663 |
| 1981–1982 | 4  | 22 | First Division | 42 | 20 | 11 | 11 | 67–48 | 71 | 35.581 |
| 1982–1983 | 4  | 22 | First Division | 42 | 20 | 9  | 13 | 65–50 | 69 | 30.692 |
| 1983–1984 | 8  | 22 | First Division | 42 | 17 | 10 | 15 | 64–65 | 61 | 28.753 |
| 1984–1985 | 3  | 22 | First Division | 42 | 23 | 8  | 11 | 78–51 | 77 | 28.933 |
| 1985–1986 | 10 | 22 | First Division | 42 | 19 | 8  | 15 | 74–52 | 65 | 20.862 |
| 1986–1987 | 3  | 22 | First Division | 42 | 21 | 8  | 13 | 68–43 | 71 | 25.910 |
| 1987–1988 | 13 | 21 | First Division | 40 | 12 | 11 | 17 | 38–48 | 47 | 25.921 |
| 1988–1989 | 6  | 20 | First Division | 38 | 15 | 12 | 11 | 60–46 | 57 | 24.467 |
| 1989–1990 | 3  | 20 | First Division | 38 | 19 | 6  | 13 | 59–47 | 63 | 26.465 |
| 1990–1991 | 10 | 20 | First Division | 38 | 11 | 16 | 11 | 51–50 | 49 | 30.632 |
| 1991–1992 | 15 | 22 | First Division | 42 | 15 | 7  | 20 | 58–63 | 52 | 27.761 |
| 1992–1993 | 8  | 22 | Premier League | 42 | 16 | 11 | 15 | 60–66 | 59 | 27.878 |
| 1993–1994 | 15 | 22 | Premier League | 42 | 11 | 12 | 19 | 54–59 | 45 | 27.160 |
| 1994–1995 | 7  | 22 | Premier League | 42 | 16 | 14 | 12 | 66–58 | 62 | 27.259 |
| 1995–1996 | 8  | 20 | Premier League | 38 | 16 | 13 | 9  | 50–38 | 61 | 30.548 |
| 1996–1997 | 10 | 20 | Premier League | 38 | 13 | 7  | 18 | 44–51 | 46 | 31.067 |
| 1997–1998 | 14 | 20 | Premier League | 38 | 11 | 11 | 16 | 44–56 | 44 | 29.144 |
| 1998–1999 | 11 | 20 | Premier League | 38 | 11 | 14 | 13 | 47–50 | 47 | 34.174 |
| 1999–2000 | 10 | 20 | Premier League | 38 | 15 | 8  | 15 | 57–49 | 53 | 34.912 |
| 2000–2001 | 12 | 20 | Premier League | 38 | 13 | 10 | 15 | 47–54 | 49 | 35.195 |
| 2001–2002 | 9  | 20 | Premier League | 38 | 14 | 8  | 16 | 49–53 | 50 | 35.001 |
| 2002–2003 | 10 | 20 | Premier League | 38 | 14 | 8  | 16 | 51–62 | 50 | 35.897 |
| 2003–2004 | 14 | 20 | Premier League | 38 | 13 | 6  | 19 | 47–57 | 45 | 34.939 |
| 2004–2005 | 9  | 20 | Premier League | 38 | 14 | 10 | 14 | 47–41 | 52 | 35.788 |
| 2005–2006 | 5  | 20 | Premier League | 38 | 18 | 11 | 9  | 53–38 | 65 | 36.074 |
| 2006–2007 | 5  | 20 | Premier League | 38 | 17 | 9  | 12 | 57–54 | 60 | 35.739 |
| 2007–2008 | 11 | 20 | Premier League | 38 | 11 | 13 | 14 | 66–61 | 46 | 35.967 |
| 2008–2009 | 8  | 20 | Premier League | 38 | 14 | 9  | 15 | 45–45 | 51 | 35.929 |
| 2009–2010 | 4  | 20 | Premier League | 38 | 21 | 7  | 10 | 67–41 | 70 | 35.794 |
| 2010–2011 | 5  | 20 | Premier League | 38 | 16 | 14 | 8  | 55–46 | 62 | 35.704 |
| 2011–2012 | 4  | 20 | Premier League | 38 | 20 | 9  | 9  | 66–41 | 69 | 30.166 |
| 2012–2013 | 5  | 20 | Premier League | 38 | 21 | 9  | 8  | 66–46 | 72 | 30.897 |
| 2013–2014 | 6  | 20 | Premier League | 38 | 21 | 6  | 11 | 55–51 | 69 | 35.808 |
| 2014–2015 | 5  | 20 | Premier League | 38 | 19 | 7  | 12 | 58–53 | 64 | 35.728 |
| 2015–2016 | 3  | 20 | Premier League | 38 | 19 | 13 | 6  | 69–35 | 70 | 34.947 |
| 2016–2017 | 2  | 20 | Premier League | 38 | 26 | 8  | 4  | 86–26 | 86 | 31.639 |
| 2017–2018 | 3  | 20 | Premier League | 38 | 23 | 8  | 7  | 74–36 | 77 | 67.953 |
| 2018–2019 | 4  | 20 | Premier League | 38 | 23 | 2  | 13 | 67–39 | 71 | 54.216 |
| 2019–2020 | 6  | 20 | Premier League | 38 | 16 | 11 | 11 | 61-47 | 59 | 59.607 |
| 2020–2021 | 7  | 20 | Premier League | 38 | 18 | 8  | 12 | 68-45 | 62 | --     |
| 2021–2022 | 4  | 20 | Premier League | 38 | 22 | 5  | 11 | 69-40 | 71 | 56.523 |
| 2022–2023 | 8  | 20 | Premier League | 38 | 18 | 6  | 14 | 70-63 | 60 | 61.576 |
| 2023–2024 | 5  | 20 | Premier League | 38 | 20 | 6  | 12 | 74-61 | 66 | 61.459 |

### Tottenham Hotspur in Europa
Tottenham Hotspur speelt sinds 1961 in diverse Europese competities. Hieronder staan de competities en in welke seizoenen de club deelnam. Vet gedrukt zijn de edities die zijn gewonnen door Tottenham Hotspur
- Champions League (7x)

2010/11, 2016/17, 2017/18, 2018/19, 2019/20, 2022/23, 2025/26
- Europacup I (1x)

1961/62
- Europa League (8x)

2011/12, 2012/13, 2013/14, 2014/15, 2015/16, 2016/17, 2020/21, 2024/25
- Conference League (1x)

2021/22
- Europacup II (6x)

1962/63, 1963/64, 1967/68, 1981/82, 1982/83, 1991/92
- UEFA Cup (9x)

1971/72, 1972/73, 1973/74, 1983/84, 1984/85, 1999/00, 2006/07, 2007/08, 2008/09
- Intertoto Cup (1x)

1995
Bijzonderheden Europese competities:
| Bijzonderheid                 | Datum      | Tegenstander | Uitslag | Plaats | Naam       | Aantal |
| ----------------------------- | ---------- | ------------ | ------- | ------ | ---------- | ------ |
| Hoogste overwinning           | 28-09-1971 | ÍB Keflavík  | 9-0     | Londen |            |        |
| Hoogste nederlaag             | 23-07-1995 | 1. FC Köln   | 0-8     | Keulen |            |        |
| Speler met meeste wedstrijden | 08-03-2023 |              |         |        | Harry Kane | 76     |
| Speler met meeste doelpunten  | 12-10-2022 |              |         |        | Harry Kane | 45     |

UEFA Club Ranking: 27 (07-07-2025)

## Bekende (oud-)Spurs

### Spelers
- Toby Alderweireld
- Paul Allen
- Dele Alli
- Gareth Bale
- Dimitar Berbatov
- Sol Campbell
- Mousa Dembélé
- Christian Eriksen
- Paul Gascoigne
- David Ginola
- Glenn Hoddle
- Harry Kane
- Robbie Keane
- Ledley King
- Jürgen Klinsmann
- Gary Lineker
- Hugo Lloris
- James Maddison
- Luka Modrić
- Scott Parker
- Teddy Sheringham
- Son Heung-min
- Kieran Trippier
- Edgar Davids
- Rafael van der Vaart
- Jan Vertonghen
- Kyle Walker

### Trainers
- Antonio Conte
- Nuno Espérito Santo
- Thomas Frank
- Martin Jol
- José Mourinho
- Mauricio Pochettino
- Ange Postecoglou
- Harry Redknapp
- Terry Venables
- André Villas-Boas